# Nation navajo
La Nation navajo (Navajo Nation en anglais et Naabeehó en navajo), aussi appelée Nation diné (Diné bikéyah en navajo) et anciennement réserve indienne de Navajo Nation, est un territoire semi-autonome amérindien de 71 000 km2, occupant le nord-est de l'Arizona, le sud de l'Utah et le nord-ouest du Nouveau-Mexique. C'est la plus grande réserve amérindienne aux États-Unis par sa superficie.
La Nation navajo est un des gouvernements tribaux les plus importants en Amérique du Nord. Ses institutions comprennent un système judiciaire, un système policier et des services sociaux. Elle s'occupe aussi d'attractions naturelles comme Antelope Canyon, Ship Rock et Monument Valley.
Les habitants de la réserve font face à de nombreux problèmes chroniques : pénurie de logements, absence d'eau courante pour un tiers des foyers, absence de l'électricité pour quinze mille habitants, etc.

## Histoire
Après la longue marche et le retour des Navajos à leur camp de concentration à Bosque Redondo, la « Réserve indienne navajo » (en anglais : Navajo Indian Reservation) est établie, conformément au traité de 1868 signé avec les États-Unis.

### Pollution aux métaux lourds de 2015
Le déversement d'eaux usées de la mine Gold King de 2015, qui débute le 5 août, pollue aux métaux lourds la rivière San Juan, source d'eau, le 10 août.

### Pandémie de Covid-19
La Nation navajo est sévèrement atteinte en 2020 par la pandémie de Covid-19. La forte prévalence de maladies comme l'asthme, les pathologies cardiaques, l'hypertension et le diabète, la rareté de l'eau courante — les nappes phréatiques ont été polluées par l'extraction de l'uranium qui a servi à constituer l'arsenal nucléaire des États-Unis — et la cohabitation au sein de chaque foyer de plusieurs générations ont permis au virus de se propager très rapidement.

## Démographie
| Groupe            | Navajo Nation | États-Unis |
| ----------------- | ------------- | ---------- |
| Amérindiens       | 96,1          | 0,9        |
| Blancs            | 1,9           | 72,4       |
| Métis             | 1,5           | 2,9        |
| Autres            | 0,2           | 6,4        |
| Asiatiques        | 0,2           | 4,8        |
| Afro-Américains   | 0,1           | 12,6       |
| Total             | 100           | 100        |
| Latino-Américains | 2,0           | 16,7       |

Selon l'American Community Survey (en), pour la période 2011-2015, 66,03 % de la population âgée de plus de 5 ans déclare parler le navajo à la maison, 31,91 % déclare parler l'anglais, 0,72 % une autre langue amérindienne, 0,62 % l'espagnol et 0,72 % une autre langue.